# Liste der Kulturdenkmale in Wiltz
In der Liste der Kulturdenkmale in Wiltz sind alle Kulturdenkmale der luxemburgischen Gemeinde Wiltz aufgeführt (Stand: 30. September 2022).

## Kulturdenkmal nach Ortsteil

### Eschweiler
| Bild            | Bezeichnung     | Lage                     | Beschreibung | Stufe | Eingetragen seit |
| --------------- | --------------- | ------------------------ | ------------ | ----- | ---------------- |
| Bauernhof       | Bauernhof       | 28, Duerfstrooss (Karte) |              | PCN   | 2. März 2012     |
| Wegkapelle      | Wegkapelle      | an der CR328 (Karte)     |              | PCN   | 2. März 2012     |
| Mühle mit Kanal | Mühle mit Kanal | CR309 (Karte)            |              | IS    | 3. Februar 2012  |

### Knaphoscheid
| Bild           | Bezeichnung        | Lage                 | Beschreibung | Stufe | Eingetragen seit   |
| -------------- | ------------------ | -------------------- | ------------ | ----- | ------------------ |
| Friedhof       | Friedhof           | an der CR327 (Karte) |              | IS    | 17. September 1969 |
| Weitere Bilder | Kirche St. Michael | an der CR327 (Karte) |              | IS    | 17. September 1969 |

### Niederwiltz
| Bild           | Bezeichnung                                                                  | Lage                            | Beschreibung | Stufe | Eingetragen seit |
| -------------- | ---------------------------------------------------------------------------- | ------------------------------- | ------------ | ----- | ---------------- |
| Weitere Bilder | Kirche St. Peter und Paul                                                    | an der CR329 (Karte)            |              | PCN   | 31. Juli 1968    |
| Weitere Bilder | Windmühle mit dem Freiraum zwischen dem Gebäude und der rue du Moulin-à-Vent | rue du Moulin-à-Vent (Karte)    |              | IS    | 11. Juni 1970    |
| Wohnhaus       | Wohnhaus                                                                     | 23, route de Kautenbach (Karte) |              | IS    | 29. Januar 2013  |

### Weidingen
| Bild    | Bezeichnung | Lage                     | Beschreibung | Stufe | Eingetragen seit |
| ------- | ----------- | ------------------------ | ------------ | ----- | ---------------- |
| Kapelle | Kapelle     | Om Eisknaeppchen (Karte) |              | IS    | 8. November 2010 |

### Wiltz
| Bild                               | Bezeichnung | Lage                        | Beschreibung | Stufe | Eingetragen seit  |
| ---------------------------------- | --- | --------------------------- | ------------ | ----- | ----------------- |
| Weitere Bilder                     | Justizkreuz | Grand-rue (Karte)           |              | PCN   | 15. Februar 1937  |
| Weitere Bilder                     | Schloss Wiltz | rue du Château (Karte)      |              | PCN   | 1. Juli 2011      |
| Weitere Bilder                     | Rathaus | 2, Grand-Rue (Karte)        |              | PCN   | 24. April 2017    |
| Weitere Bilder                     | Kirche Notre-Dame | rue des Charretiers (Karte) |              | PCN   | 21. Juni 2017     |
| Weitere Bilder                     | Nationales Streikdenkmal für den Generalstreik Streiks vom 31. August 1942, einschließlich der Anlage, die es umgibt | rue du 31 Août 1942 (Karte) |              | PCN   | 2. März 2018      |
| Villa Simon mit Park und Eiskeller | Villa Simon mit Park und Eiskeller                                                                                   | rue Michel Thilges (Karte)  |              | PCN   | 6. September 2018 |
| Gebäude                            | Gebäude | 10, Grand-Rue (Karte)       |              | IS    | 8. April 1991     |

Legende: PCN – Immeubles et objets bénéficiant des effets de classement comme patrimoine culturel national; IS – Immeubles et objets inscrits à l’inventaire supplémentaire

## Quelle
- Liste des immeubles et objets beneficiant d’une protection nationales, Nationales Institut für das gebaute Erbe, Fassung vom 12. September 2022, S. 135 ff. (PDF)

- Karte mit allen Koordinaten:
- OSM |
- WikiMap